# 勧修寺経広
勧修寺 経広（かじゅうじ つねひろ）は、江戸時代の公家（公卿）。
堂上家（家格は名家、藤原北家高藤流甘露寺支流）である勧修寺家の17代当主。

## 経歴
勧修寺晴豊の孫にあたる。晴豊の四男参議・坊城俊昌の子、はじめの名を坊城俊直と称した。権大納言・勧修寺光豊（または、右兵衛佐・勧修寺教豊）の養子。母は豊後守・松倉重政の娘。室は徳永昌純（旗本）の娘。実子に、権大納言・勧修寺経敬、権中納言・穂波経尚（穂波家家祖）、松平経高（高松藩士・松平甚五右衛門の養子）など。
寛永8年（1631年）1月12日、参議に叙官。
明暦4年（1658年）7月10日、武家伝奏を務める。
寛文12年（1672年）6月8日、出家し紹光と号す。
極位極官は、正二位権大納言。 一字名を「干」と称し短冊を残す。

## 系譜
- 父：坊城俊昌
- 母：松倉重政の娘
- 養父：勧修寺光豊
- 養父：勧修寺教豊
- 室：徳永昌純の娘
  - 男子：勧修寺経敬（1644-1709）
  - 男子：穂波経尚（1646-1706）
  - 男子：松平経高